# Strikeforce: Heavy Artillery
Strikeforce: Heavy Artillery（ストライクフォース：ヘヴィ・アーティラリー）は、アメリカ合衆国の総合格闘技団体「Strikeforce」の大会の一つ。2010年5月15日、ミズーリ州セントルイスのスコットトレード・センターで開催された。
大会メインイベントではアリスター・オーフレイムとブレット・ロジャースによるヘビー級タイトルマッチが行われた。
大会サブタイトル「Heavy Artillery」は英語で「重火砲」を意味する。

## 大会概要
メインイベントの世界ヘビー級タイトルマッチでは、王者アリスターが挑戦者ロジャースをTKOで下し、王座の初防衛に成功した。

## 試合結果

### プレリミナリィカード
第1試合 ライト級 5分3R
○  マット・リッチハウス vs.  グレッグ・ウィルソン ×
3R 0:45 チョークスリーパー
第2試合 キャッチウェイトバウト（157ポンド） 5分3R
○  トム・アーロン vs.  ティム・スティーンバーグ ×
1R 0:56 ギロチンチョーク
第3試合 ライトヘビー級 5分3R
○  フランシスコ・フランセ vs.  リー・ブルゾー ×
1R 1:27 チョークスリーパー
第4試合 ウェルター級 5分3R
○  マイケル・チャンドラー vs.  サル・ウッズ ×
1R 0:59 チョークスリーパー
第5試合 ライトヘビー級 5分3R
○  ダリル・コッブ vs.  ブッカー・デルース ×
3R終了 判定2-1（28-29、29-28、29-28）
第6試合 ライト級 5分3R
○  ライル・ビアボーム vs.  ビトー・"シャオリン"・ヒベイロ ×
3R終了 判定2-1（30-27、28-29、30-27）
第7試合 キャッチウェイトバウト（172ポンド） 5分3R
○  ジェシー・フィニー vs.  ジャスティン・ディマニー ×
1R 3:22 ギロチンチョーク

### メインカード
第8試合 ライトヘビー級 5分3R
○  ハファエル・カバウカンチ vs.  アントウェイン・ブリット ×
1R 3:45 KO（スタンドパンチ連打）
第9試合 ライトヘビー級 5分3R
○  ホジャー・グレイシー vs.  ケビン・ランデルマン ×
2R 4:10 チョークスリーパー
第10試合 ミドル級 5分3R
○  ホナウド・ジャカレイ vs.  ジョーイ・ヴィラセニョール ×
3R終了 判定3-0（30-27、29-28、29-28）
第11試合 ヘビー級 5分3R
○  アントニオ・シウバ vs.  アンドレイ・アルロフスキー ×
3R終了 判定3-0（29-28、29-28、29-28）
第12試合 Strikeforce世界ヘビー級タイトルマッチ 5分5R
○  アリスター・オーフレイム vs.  ブレット・ロジャース ×
1R 3:40 TKO（レフェリーストップ：マウントパンチ）
※オーフレイムが王座の初防衛に成功。